# Robert MacArthur Crawford
Robert MacArthur Crawford, né le 27 juillet 1899 et décédé le 12 mars 1961, est un compositeur principalement connu pour avoir écrit l'hymne officiel de l'armée de l’air américaine intitulé The U.S. Air Force.

## Biographie
Robert MacArthur Crawford est né à Dawson City, au Yukon, et a passé son enfance à Fairbanks, en Alaska. Pendant la Première Guerre mondiale, il a tenté de devenir pilote dans l'US Army Air Service, mais a été licencié lorsqu'il a été découvert qu'il était mineur. Il a fréquenté le Case Scientific Institute de Cleveland, connu aujourd'hui sous le nom de Case Western Reserve University, où il était membre de la fraternité Phi Kappa Psi. Crawford s'est alors inscrit à l'université de Princeton et obtenu son diplôme en 1925. Il a ensuite étudié et enseigné à la Juilliard School of Music. Crawford a appris à piloter un avion en 1923. Il a fait le tour des États-Unis dans un petit avion pour assister à des concerts, où il a été présenté sous le nom de « The Flying Baryton ».
En 1938, le magazine Liberty parrainé un concours pour une composition musicale qui deviendrait la chanson officielle de l'US Army Air Corps. Sur 757 soumissions, celle de Crawford a été choisie.  La chanson a été officiellement présentée aux Courses aériennes de Cleveland le 2 septembre 1939, où Crawford a effectué sa première interprétation publique.
Pendant la Seconde Guerre mondiale, Crawford a volé pour le commandement du transport aérien des forces aériennes de l'armée américaine. En 1947, Crawford a rejoint la faculté de musique de l'université de Miami.  Il y est resté dix ans, jusqu'à ce qu'il parte pour se consacrer à la composition.